# Incendios (obra teatral)
Incendies (traducida al castellano como La mujer que cantaba y como Incendios) es una pieza teatral del dramaturgo líbano-canadiense Wajdi Mouawad estrenada el 14 de marzo de 2003 por la compañía Abé carré cé carré y publicada por la editorial francesa Actes Sud en ese mismo año. Incendies forma parte de la tetralogía La sangre de las promesas, junto con Litoral (Littoral, 1997), Bosques (Forêts, 2006) y Cielos (Ciels, 2009), publicadas en español por la editorial Krk. La obra fue traducida al inglés bajo el título Scorched por Linda Gaboriau.

## Argumento
Tras mucho tiempo sumergida en su impenetrable silencio, muere la madre de Jeanne y Simon, una inmigrante llamada Nawal Marwan. El notario Hermile Lebel, su albacea de confianza, revela a los hijos que la herencia de la difunta son dos sobres cerrados, lo cual quiebra su frágil identidad porque deberán entregarlos respectivamente a su desconocido padre, al que creían muerto, y a un hermano que no sabían que tenían. Los mellizos, inician una travesía que los transporta al lejano país materno carcomido por la violencia. En su búsqueda perciben la barbarie de la guerra y la desgarradora tragedia que envuelve sus propios orígenes.

## Adaptación al cine
En el año 2010, el cineasta quebequés Denis Villeneuve adaptó esta obra al cine con el mismo título. Lubna Azabal, protagonizada por Mélissa Désormeaux-Poulin, Maxim Gaudette y Rémy Girard. La película fue nominada al premio Óscar en la categoría de mejor película extranjera y a un premio BAFTA en la categoría de mejor película de habla no inglesa, entre otros premios.

## Premios
La producción realizada en el Teatro Tarragon en Toronto, el año 2007, obtuvo dos premios Dora Mavor Moore, de la Toronto Alliance for the Performing Arts, en las categorías de mejor obra de teatro y mejor director (por Richard Rose).

## Representaciones destacadas
- L'Hexagone, Meylan, Francia, 2003.[8] Este montaje, en lengua francesa, se representó en el Teatro Español de Madrid en 2008.
  - Dirección: El autor.
  - Intérpretes: Andrée Lachapelle (Nawal 60 años), Marie-Claude Langlois (Sawda, Elhame), Isabelle Leblanc (Jeanne), Mireille Naggar (Madre de Nawal, Nawal 40 años), Valeriy Pankov (Nihad), Lahcen Razzougui (Simon, Wahab), Isabelle Roy (Nawal 14 años), Richard Thériault (Hermile Lebel, varios personajes)

- Teatro Romea, Barcelona, 2012.versión en catalán con el título de Incendis.
  - Dirección: Oriol Broggi.
  - Intérpretes: Clara Segura, Julio Manrique, Xavier Boada, Màrcia Cisteró, Claudia Font, Xavier Ricart, Xavier Ruano.

- Teatro Apolo, Buenos Aires, 2013.[9]
  - Dirección: Sergio Renán.
  - Intérpretes: Ana María Picchio (Nawal Marwan), Esmeralda Mitre (Julia), Mariano Torre (Simón), Daniel Aráoz (Nihad), Héctor Da Rosa, Luciano Bonanno, Gipsy Bonafina, Fabiana Falcón, Pablo Lambarri,  Stella Galazzi, Marta Lubos.

- Teatro de La Abadía, Madrid, 2016.[10]
  - Dirección: Mario Gas.
  - Intérpretes: Nuria Espert (Jihane, Nazira, Nawal), Laia Marull (Nawal joven), Álex García (Simon, Wahab y El guía), Carlota Olcina (Jeanne), Ramón Barea (Hermile Lebel, El Médico, Abdessamad, Malak), Lucía Barrado (Elhame, Sawda), Alberto Iglesias (Ralph, Antoine, Miliciano, El conserje, El hombre, Chamseddine), Edu Soto (Nihad).